# 미노세촌
미노세촌(三野瀬村)은 일본 미에현 기타무로군에 설치되었던 촌이다. 현재의 기호쿠정의 일부에 해당한다.